# Fundación de Ayuda Social de las Iglesias Cristianas
La Fundación de Ayuda Social de las Iglesias Cristianas (FASIC) es un organismo no gubernamental que tiene por objetivo la defensa y promoción de los derechos humanos. Fundado por miembros de distintas iglesias cristianas de Chile, al inicio su tarea fue la de dar asesoramiento legal a los perseguidos de la dictadura militar de Augusto Pinochet.

## Historia
Siguiendo el camino del Comité Pro Paz de realizar un trabajo ecuménico en la defensa de los derechos humanos, como una iniciativa de iglesias protestantes y en particular de la Iglesia Evangélica Luterana, se fundó FASIC el 1 de abril de 1975. Uno de sus fundadores fue el obispo luterano Helmut Frenz. El objetivo fue prestar apoyo a los presos políticos condenados, solicitando la conmutación de penas de presidio por las de extrañamiento. Actuó como agencia especializada operativa del Alto Comisionado de las Naciones Unidas para los Refugiados (ACNUR), en el Programa de Reunificación Familiar y Refugiados. Desde esta labor específica amplió su trabajo a la asistencia de presos políticos y sus familias y posteriormente, a través de la asistencia médica psiquiátrica y psicológica, extiende sus funciones a otras víctimas de la represión: personas torturadas, ex presos políticos y familiares de ejecutados políticos y de detenidos desaparecidos.
Con el regreso de la democracia, la FASIC replanteó sus objetivos, entendiendo que los derechos humanos no son sólo un problema de los regímenes autoritarios, sino también un tema permanente en las nuevas democracias y modelos de desarrollo. Algunos de sus actuales objetivos son promover y defender los derechos humanos económicos, sociales, culturales y ambientales en el contexto del desarrollo democrático; contribuir a esclarecer los casos de violación de los derechos humanos; asistir a las personas afectadas por transgresiones a sus derechos humanos, promover la educación en derechos humanos y elaborar propuestas para modificar el marco jurídico que limita la protección y expresión de los derechos humanos.

## Publicaciones
- Boletín FASIC de los derechos humanos. FASIC publica un boletín con noticias relacionadas con la promoción y defensa de los derechos humanos.
- Para una Historia de los Derechos Humanos en Chile. Libro escrito por los historiadores Mario Garcés y Nancy Nicholls y presentado en 2005. En él se relata la historia institucional del FASIC desde su fundación.[2]

### Publicaciones
- Para una Historia de los Derechos Humanos en Chile
- Boletín FASIC de derechos humanos Archivado el 2 de septiembre de 2011 en Wayback Machine.

- Datos: Q5871578